# 磯山博
磯山 博（いそやま ひろし、1937年（昭和12年）1月14日 - ）は、日本の合気道家、合気道開祖・植芝盛平の高弟。12歳の時より長期にわたり植芝盛平直々に合気道の教授を受けた数少ない人物の一人であり、植芝盛平の「秘ぞっ子」とも称された。スティーヴン・セガールの合気道における師の一人である。
合気会八段。合気会本部師範、合気会茨城支部道場相談役、全日本合気道連盟顧問、防衛省合気道連合会相談役などに就ている。

## 略歴
昭和24年6月1日に茨城県西茨城郡岩間町（現笠間市）で植芝盛平の指導する合気神社附属道場の少年部に入門したが3か月程度で少年部が廃止となったため大人のクラスに編入された。斉藤守弘の9歳年下となる弟弟子であり、豪放磊落な合気道の演武や若い時分の多くの実戦経験の逸話などから「技の斉藤、力の磯山」とも評された。元航空自衛隊の自衛官であり在職中は各地に赴任し合気道の指導を行った。昭和33年から昭和38年にかけてに赴任した北海道千歳ではアメリカ陸軍憲兵隊とその家族、アメリカ陸軍特殊部隊群、航空自衛隊警備隊員に合気道を指導した。

## 来歴
- 1937年（昭和12年）茨城県西茨城郡岩間町（現笠間市）に生まれる。
- 1949年（昭和24年）合気神社付属道場に入門。
- 1958年（昭和33年）北海道千歳市にてアメリカ陸軍憲兵隊、アメリカ軍軍人や家族等および航空自衛隊警備隊員に対して合気道の指導を行う。
- 1973年（昭和48年）青少年健全育成のため、自宅の居間を開放し合気道の指導を行う。
- 1979年（昭和54年）合気道としては日本初となるスポーツ少年団を結成。
- 1981年（昭和56年）全日本合気道連盟理事に就任。
- 1982年（昭和57年）藤代町（現取手市）の勤労者社会体育センター（現取手市藤代武道場）にて合気道を指導。
- 1985年（昭和60年）合気道八段に列せられる。
- 1997年（平成 9年）全日本合気道連盟3代目理事長に就任。
- 2003年（平成15年）第23回武道功労章（日本武道協議会）を受章[5]。合気会茨城支部道場 道場長代行に就任。
- 2009年（平成21年）開祖像建立実行委員会代表として合気神社境内に合気道開祖植芝盛平の銅像建立に尽力[6]。
- 2010年（平成22年）合気会茨城支部道場 相談役に就任。全日本合気道連盟 顧問に就任。

## 関連書籍
- 月刊秘伝2009年2月号[7]、株式会社BABジャパン、2009年2月1日、雑誌 17637-02
- 月刊秘伝編集部『開祖の横顔―14人の直弟子が語る合気道創始者・植芝盛平の言葉と姿』[8]株式会社BABジャパン、2009年、ISBN 4862204317
- 『マンガ・武道のすすめ』[9]㈶日本武道館、2011年、ISBN 978-4-583-10416-4